# Russelia tetraptera
Russelia tetraptera là một loài thực vật có hoa trong họ Mã đề. Loài này được S.F. Blake miêu tả khoa học đầu tiên năm 1920.